# Porela
Porela là một chi Moth trong họ Lasiocampidae.